# Al-Falludża
Al-Falludża (arab.  لفلوجة) – miasto w środkowym Iraku. Przed rokiem 2003 miasto liczyło 435 tys. mieszkańców.

## Historia
W trakcie II wojny w Zatoce Perskiej oraz późniejszej okupacji Iraku miejscowość ta była jednym z bastionów sunnickich terrorystów/rebeliantów walczących przeciwko międzynarodowym siłom i wojskom rządu irackiego.
W 2004 roku o miasto stoczono dwie duże bitwy. 31 marca 2004 roku rozwścieczony tłum zlinczował czterech ochroniarzy, pracowników firmy Blackwater, wciągniętych wcześniej w zasadzkę. Zdjęcia powieszonych zwłok ochroniarzy wstrząsnęły opinią publiczną i przesądziły o zbrojnej rozprawie z sunnickimi ekstremistami w Al-Falludży. 4 kwietnia siły amerykańskie przy udziale wojsk rządowych zaatakowały miasto, w którym działało kilka tysięcy terrorystów, wśród nich Abu Musab al-Zarkawi. Gwałtowne walki trwały do 9 kwietnia, kiedy Amerykanie jednostronnie zawiesili działania w Falludży. 1 maja 2004 roku Amerykanie zakończyli operację Vigiliant Resolve i wycofali się z miasta po stracie 38 zabitych i 90 rannych. Terroryści/rebelianci odnieśli sukces i przejęli faktyczną władzę nad miastem. W pierwszej bitwie o miasto zginęło 184 terrorystów i 616 cywilów. Przez następne miesiące terroryści sunniccy i ich pozycje w mieście były celami częstych i zmasowanych ataków powietrznych i ostrzału artyleryjskiego.
8 listopada 2004 roku 8 tys. żołnierzy amerykańskich i 2 tys. irackich przystąpiło do drugiego szturmu na Al-Falludżę, w której broniło się ok. 6 tys. rebeliantów. Do ataku na pozycje islamistów użyto m.in. pocisków fosforowych. Walki o miasto trwały kilka dni i zakończyły się całkowitym zwycięstwem sił USA i irackich, choć Abu Musab al-Zarkawi (ówczesny lider Al-Ka’idy w Iraku) oraz Abdullah al-Janabi (lider Szury Mudżahedinów Falludży) zdołali uciec. Wojska amerykańskie wycofały się z Falludży 23 grudnia 2004 rroku, oddając kontrolę nad miastem irackim siłom bezpieczeństwa. Bilans drugiej bitwy o Falludżę (operacji Phantom Fury) to 71 zabitych i 475 rannych żołnierzy amerykańskich, 15 zabitych żołnierzy irackich, 1,2-1,6 tys. terrorystów/rebeliantów zabitych i ok. 1,5 tys. wziętych do niewoli.
W latach 2014–2016 miasto znajdowało się pod kontrolą Państwa Islamskiego. Po długotrwałym oblężeniu 26 czerwca 2016 roku Faludża została odbita przez wojska irackie.